# Poecilochaetus modestus
Poecilochaetus modestus är en ringmaskart som beskrevs av Rullier 1965. Poecilochaetus modestus ingår i släktet Poecilochaetus och familjen Poecilochaetidae. Inga underarter finns listade i Catalogue of Life.